# Louis Tidow

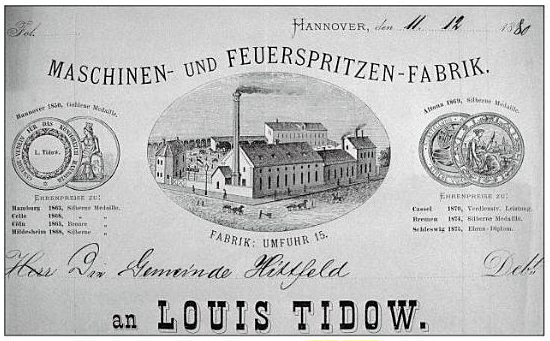
Maschinen- und Feuerspritzen-Fabrik, Louis Tidow, Umfuhr 15, „um“ den (späteren) Hauptbahnhof von Hannover;
datiert 11. Dezember 1880; Kopie aus Manfred Giehl: Feuerwehren … (siehe Literatur)

Die Louis Tidow, Feuerspritzen-Fabrik in Hannover  (auch: Maschinen- und Feuerspritzen-Fabrik und Feuerspritzenfabrik und Apparate-Bau-Anstalt) war eine zu Beginn der Industrialisierung im Königreich Hannover gegründete Firma zur Produktion von Webereimaschinen und insbesondere Feuerspritzen.

## Geschichte
Das Unternehmen wurde 1837 – ein halbes Jahrzehnt vor dem Bau der ersten Eisenbahn-Strecken in Hannover – von Louis Tidow († 1878) als „mechanische Werkstatt“ gegründet.
Im Jahr der deutschen Reichsgründung 1871 erweiterte Tidow sein bisheriges Produktions-Sortiment von Weberei-Maschinen um „Handdruckspritzen“, die vor allem von den Feuerwehren benötigt wurden.
Im Verlauf der Firmengeschichte nahm das Unternehmen an Ausstellungen in verschiedenen Städten teil und wurde für seine Erfindungen und Konstruktionen mit zahlreichen Auszeichnungen, Preisen und Medaillen geehrt. Dies setzte sich fort nach dem Tod des Firmengründers 1878, nachdem sein Sohn Konrad Tidow das Unternehmen übernommen hatte. Konrad Tidow konstruierte vermutlich erst um 1900 die ersten mit Dampfdruck-betriebenen Wasserspritzen.

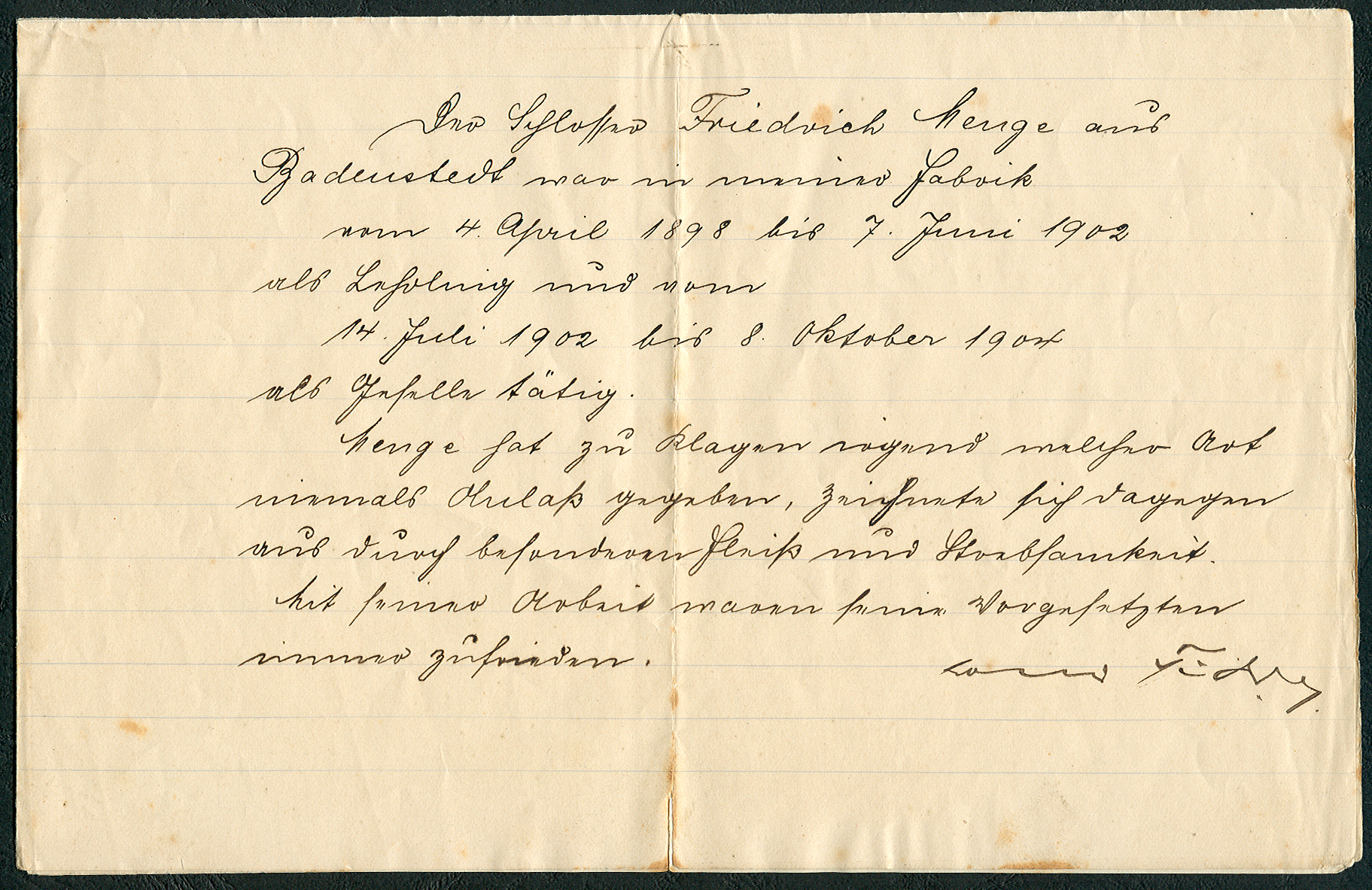
Arbeitszeugnis (Auszug) für den ehemaligen Schlosser-Lehrling Friedrich Menge aus Badenstedt, signiert 1904 Louis Tidow (vermutlich durch Konrad Tidow)

Im Jahr 1898 zog das von Louis Tidow gegründete Unternehmen in die seinerzeit vor Hannover liegende Ortschaft Badenstedt.
Um 1912 ging die Firma über zur Produktion Benzinmotor-getriebener Wasserspritzen.
Am 15. Dezember 1919 übernahm der Fabrikant Richard Heinrich die Firma.
Das Ende des Unternehmens wird in der Zeit der Weimarer Republik um 1925 vermutet.

## Bekannte Lieferungen (unvollständig)
Mehrere Dampfdruckspritzen aus dem Unternehmen Louis Tidow haben sich in teilweise „hervorragendem Zustand erhalten“.
- Vom 11. Dezember 1880 hat sich ein handschriftlich datierter Briefkopf von Louis Tidow an die „Gemeinde Hittfeld“ erhalten.[9]
- 1902 erhielt die Freiwillige Feuerwehr der Bergstadt Altenau durch die Landeskasse Hannover eine Handdruckspritze aus dem Hause Louis Tidow, welche heutzutage immer noch voll funktionsfähig ist.[10]
- 1904 erhielt die Freiwillige Feuerwehr (FF) in Delmenhorst von Louis Tidow ein Gespann mit einem Dampfkessel der Ottenser Eisenwerke (bei Altona) und einem Wasserdurchfluss von 800 Litern pro Minute.[2]
- Ab 1911 nannte die FF in Braake eine Dampfspritze aus dem Hause Tidow ihr eigen.[2]
- Als eine der letzten erwarb „wohl“ die FF in Weetzen für 12.000 Goldmark von der „Specialfabrik für Feuerspritzen“ eine dampfgetriebene Feuerlöschmaschine, allerdings mit einem Durchfluss von lediglich 600 Litern pro Minute.[2]
- Eine Handdruckspritze aus dem Jahr 1900 steht bei der Feuerwehr Südbäke (Gemeinde Rastede). Sie ist voll einsatzbereit und in einem hervorragenden Zustand. Die Handdruckspritze ist in einem alten Spritzenhaus untergestellt, das eigens für sie erbaut wurde. Bei einem Einsatz gehen an einem Nachmittag bis zu 15.000 Liter Wasser durch. Die Alterskameraden der Feuerwehr Südbäke kümmern sich liebevoll um ihr „Florentinchen“.
- 1924 kaufte die Gemeinde Schameder eine Handdruckspritze der Firma Louis Tidow. Diese ist heute noch voll funktionstüchtig. Bei öffentlichen Vorführungen tritt eine Löschmannschaft in historischen Uniformen auf.
- Im Feuerwehrmuseum Marxen ist ebenfalls eine voll funktionstüchtige Handdruckspritze der Firma Louis Tidow ausgestellt. Museumsbesucher können das Handdruckspritzenmodell „Louise“ (benannt nach der Herstellungsfirma) sogar selbst bedienen. Die Handdruckspritze war früher bei der freiwilligen Feuerwehr in Quarrendorf (heute Gemeinde Hanstedt i. d. Nordheide) im Einsatz.

## Ausstellungen und Medaillen (unvollständig)

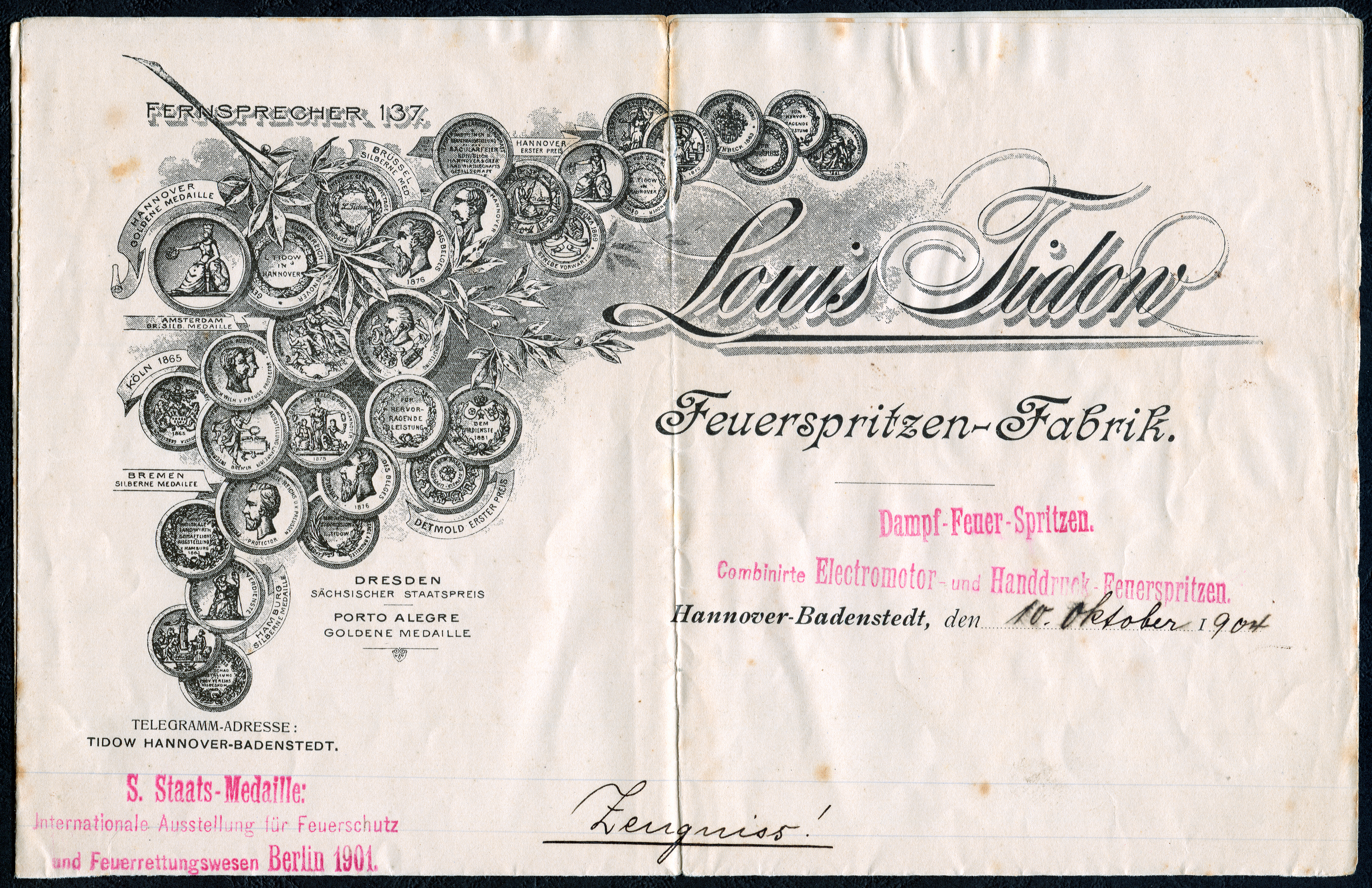
Ausstellungen, Medaillen, Jahreszahlen;
auf einem handschriftlich 1904 datierten Briefkopf

Bisher konnten für das Unternehmen der Tidows folgende Ausstellungsbeteiligungen und Auszeichnungen nachgewiesen werden:
- 1851, Detmold: Erster Preis[11]
- 1863, Hamburg, Heiligengeistfeld: Internationale landwirtschaftliche Ausstellung zu Hamburg;[12] Silberne Medaille[11]
- 1865, Köln:[11] Internationale Industrie- und landwirtschaftliche Ausstellung, Bronzene Medaille „für eine sehr gut wirkende Wagen-Feuerspritze“[13]
- Maschinen- und Gewerbeausstellung, Säkularfeier der Königlich Hannoverschen Landwirtschafts-Gesellschaft[11]
- Gewerbeverein für das Königreich Hannover; Erster Preis[11]
- 1869, Altona[11]
- 1874, Bremen: Internationale Landwirt... Ausstellung[11]
- 1876, Brüssel: Internationale Ausstellung und Congress für Gesundheitspflege und Rettungswesen [Exposition internationale d' h́ygiene et de sauvetage]; Silberne Medaille[11]
- 1878, Hannover: Allgemeine Gewerbe-Ausstellung der Provinz Hannover[11]
- Porto Alegre/Brasilien: Goldene Medaille[11]
- Dresden: Sächsischer Staatspreis[11]
- Amsterdam; Große Silberne Medaille
- 1901, Berlin: Internationale Ausstellung für Feuerschutz und Feuerrettungswesen; Silberne Staats-Medaille[11]

### Fachaufsätze
- Matthias Blazek: Sie wurde nur 20 Jahre betrieben – die Feuerspritzen-Fabrik Louis Tidow in Badenstedt. Westend Kurier, Stadtteilzeitung für Badenstedt und Davenstedt, Hannover, März 2024.